# Nokia Lumia 630
Das Nokia Lumia 630 ist ein Smartphone des finnischen Unternehmen Nokia. Es wurde auf der Microsoft Build 2014 in San Francisco zusammen mit unter anderem dem Lumia 930 vorgestellt. Das Nokia Lumia 630 ist der indirekte Nachfolger des Lumia 620, und der Vorgänger des Lumia 640. Es war das erste Smartphone mit dem Betriebssystem Windows Phone 8.1.

## Spezifikationen

### Technische Daten
Das Nokia Lumia 630 besitzt ein 4,5 Zoll großes IPS-LC-Display mit einer Auflösung von 854×480 Pixeln (FWVGA). Als SoC kommt der Qualcomm Snapdragon 400 Prozessor mit vier Kernen, die mit je 1,2 Gigahertz takten zum Einsatz. Diesem stehen 512 Megabyte (0,5 Gigabyte) Arbeitsspeicher, sowie 8 GB interne Speicher zur Verfügung. Letzterer kann mit einer Micro-SDXC-Karte um bis zu 128 Gigabyte erweitert werden. Zudem besitzt das Lumia 630 einen 1830 mAh großen Lithium-Ionen-Akkumulator, der jedoch nicht kabellos geladen werden kann.

### Anschlüsse
Das Lumia 630 besitzt einen Micro-USB-Anschluss für den Datenaustausch. Zudem verfügt das Telefon über einen 3,5-mm-Klinkenstecker, um zum Beispiel einen Kopfhörer anzuschließen.

### Digitalkamera
Das Lumia 630 besitzt auf der Rückseite eine Digitalkamera, die über einen 5-Megapixel-Bildsensor verfügt. Dieser ist 1⁄4 Zoll groß und besitzt eine Blende von f/2.4, sowie eine Festbrennweite von 28 mm. Die Digitalkamera verfügt über einen vierfachen Digitalzoom und Autofokus. Videos können in 720p (HD, 1280×720px) bei einer Framerate von entweder 24, 25 oder 30 fps (Bilder pro Sekunde) aufgenommen werden.
Das Lumia 630 besitzt keine Frontkamera.

### Software
Als Betriebssystem kommt auf dem Lumia 630 Windows Phone 8.1 zum Einsatz. Ein Upgrade auf den Nachfolger Windows 10 Mobile ist nicht möglich.
Vorinstalliert sind unter anderem Nokias ehemals hauseigener Kartendienst here und die Kamera-App Lumia Camera.

## Design
Der Akkudeckel des Lumia 630 ist wechselbar und besteht aus gefärbtem Polykarbonat, welcher in den Farbvarianten schwarz, grün, gelb, orange und weiß im Handel erhältlich ist. Der Displayrahmen ist in allen Farbvarianten schwarz.

## Schwestermodelle
Neben dem Lumia 630 sind bzw. waren noch einige Schwestermodelle erhältlich:
- Lumia 630 Dual-SIM (Dual-SIM-Variante)
- Lumia 635 (mit LTE; teilweise 1 GB RAM)[1]
- Lumia 636 (exklusiv für den Mobilfunk-Anbieter China Unicom; immer 1 GB RAM)
- Lumia 638 (exklusiv für den Mobilfunk-Anbieter China Mobile; immer 1 GB RAM)[5]

Bis auf das Lumia 630 Dual-SIM verfügen alle Schwestermodelle über eine glänzende Rückseite. Der Einführungspreis des Lumia 630 betrug 159 €, der des Lumia 630 Dual-Sim 169 € und der des Lumia 635 179 €.